# Dietmar Streitler
Dietmar Streitler (ur. 27 kwietnia 1962, zm. 25 czerwca 2022) – austriacki zapaśnik walczący w stylu klasycznym. Olimpijczyk z Los Angeles 1984, piąty w kategorii 68 kg. Zajął szesnaste miejsce na mistrzostwach świata w 1983 i osiemnaste w 1987. Siódmy na mistrzostwach Europy w 1984. Wojskowy wicemistrz świata w 1988. Srebrny medalista mistrzostw świata juniorów w 1980 roku.
- Turniej w Los Angeles 1984

W pierwszej rundzie pokonał Japończyka Seiji Nemoto, Turka Sümera Koçaka i Marokańczyka Saïda Souakena, a uległ Vlado Lisjakowi z Jugosławii i Ștefanowi Negrișanowi z Rumunii. W pojedynku o piąte miejsce zwyciężył Mohameda Nakdali z Syrii.